# 索布拉尔-达阿迪萨
索布拉尔-达阿迪萨是葡萄牙贝雅区的一个堂区。总面积138.3平方公里，总人口1046人，人口密度7.6人/平方公里。